# 4759 Åretta
4759 Åretta је астероид главног астероидног појаса са пречником од приближно 15,64 .
Афел астероида је на удаљености од 3,734 астрономских јединица (АЈ) од Сунца, а перихел на 2,631 АЈ.
Ексцентрицитет орбите износи 0,173, инклинација (нагиб) орбите у односу на раван еклиптике 0,801 степени, а орбитални период износи 2074,227 дана (5,678 година).
Апсолутна магнитуда астероида је 11,90 а геометријски албедо 0,125.
Астероид је откривен 7. новембра 1978. године.